# Maltat
Maltat é uma comuna francesa na região administrativa de Borgonha-Franco-Condado, no departamento Saône-et-Loire. Estende-se por uma área de 31,27 km². Em 2010 a comuna tinha 289 habitantes (densidade: 9,2 hab./km²).